# 山沢拓也
山沢 拓也（やまさわ たくや、1994年9月21日 - ）は、ジャパンラグビーリーグワンの埼玉パナソニックワイルドナイツに所属するラグビー選手。

## プロフィール
- 埼玉県熊谷市出身。
- ポジションはスタンドオフ(SO)、フルバック(FB)。
- 身長 176 cm、体重 81 kg
- ニックネームはヤマ、タクヤ。
- U20日本代表に選ばれたことがある[1]。
- 世界選抜に選ばれたことがある[2]。
- 兄は立命館大学の元選手[3]、弟の京平もラグビー選手[4] というラグビー一家に育った。

## 略歴
中学からラグビーを始め、熊谷市立熊谷東中学校のラグビー部に所属した。その一方で、中学時代は地元のサッカークラブ・クマガヤSCでフォワードを務めるなど二足の草鞋を履いて活動し、流通経済大学付属柏高等学校をはじめとした関東のサッカー強豪校から獲得のオファーを受けた。
高校進学の際、兄の勧めもありラグビーを選択し埼玉県立深谷高等学校へ進学すると、1年時からスタンドオフのレギュラーを務め全国高等学校ラグビーフットボール大会に出場。高校大会には3年連続で出場し、2年時（第90回大会）と3年時（第91回大会）のベスト16が最高の成績となった。
2年時には、高校日本代表に選ばれイタリア・フランス遠征に参加した。
2012年6月、高校3年時にジュニアジャパンに選ばれトンガ代表戦に出場すると、同年7月に日本代表スコッド強化合宿メンバーに選ばれた。その後もジュニア・ジャパンには定期的に招集された。
2013年、内田啓介の勧めもあり高校卒業後は筑波大学に進学してラグビー部に入部。1年時からスタンドオフのレギュラーを獲得し東日本大学セブンズ優勝、大学選手権ベスト4進出に貢献した。当時の日本代表ヘッドコーチのエディー・ジョーンズからも有望選手という評価を受けていたが、2年時から3年時には左膝前十字靱帯を断裂するなど怪我が重なり、長期離脱を余儀なくされた。
2016年1月、トップ14のラシン・メトロに練習生として参加。同年8月、ジャパンラグビートップリーグのパナソニック ワイルドナイツ(現・埼玉パナソニックワイルドナイツ)への加入が発表され、史上初の学生トップリーガーとなった。また同年8月26日に行われたジャパンラグビートップリーグ第1節のヤマハ発動機ジュビロ戦にて先発出場で公式戦初出場を果たした。
2017年4月、アジアラグビーチャンピオンシップへ向けた日本代表のスコッドに選出され、4月29日に秩父宮ラグビー場で行われた韓国代表戦で途中出場し、初キャップを獲得した。
2019年3月、サンウルブズに追加招集された。

## CM出演
- プラスワン[19]。

## 受賞歴
- 2018-19トップリーグベスト15